# Teapacks
Teapacks er et israelsk band der var aktive fra 1988 til 2008. De repræsenterede Israel ved Eurovision Song Contest 2007 med sangen   Push The Button, skrevet af Kobi Oz. Det var en kontroversiel sang om bomber, som ikke kvalificerede sig fra semifinalen.